# Ogastemma
Ogastemma, monotipski biljni rod iz porodice boražinovki. Jedina vrsta je O. pusillum raširen uz cijelu sjevernu obalu Afrike (uključujući i Kanare) na istok preko Arapskog polupotoka do Irana
Jednogodišnja je biljka i prvenstveno raste u umjerenim biomima.

## Sinonimi
- Megastoma (Benth. & Hook.f.) Bonnet & Barratte
- Eritrichium sventenii Sunding
- Megastoma pusillum Coss. & Durieu ex Bonnet & Barratte